# عقد آجل

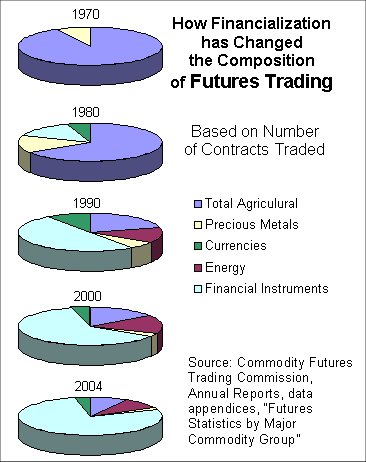

العقد الآجل (بالإنجليزية: Future Contract)‏ هو عقد يلزم المشتري بشراء أصل معين (أو البائع ببيع أصل معين) في تاريخ مستقبلي وبسعر محددين سلفا. وتحدد العقود الآجلة بالتفصيل نوعية وكمية الأصول التي تم التعاقد عليها، والتي تكون إما سلعاً أساسية أو أدوات مالية. وغالبا ما تكون العقود الآجلة موحدة لتسهيل التجارة بها في الأسواق المالية.
ومع أن بعض العقود الآجلة تستدعي التسليم المادي للأصول المتعاقد عليها، إلا أن الغالبية يتم تسويتها نقداً. فعلى سبيل المثال، إذا تعاقد مشتري على شراء طن من القمح بعد شهر من تاريخه في مقابل 350 دولار تدفع في تاريخ التسوية، وفي تاريخ التسوية وصل سعر طن القمح في السوق إلى 375$، تتم تسوية العقد الآجل بدفع الفرق وهو 25$ من قبل البائع لحساب المشتري وبدون أي تبادل للقمح.
تستخدم العقود الآجلة إما للحماية من تقلبات أسعار الأصول محل التعاقد أو للمضاربة والكسب من هذه التقلبات. وتختلف العقود الآجلة عن الخيارات المالية (بالإنجليزية: Options)‏ في أنها تلزم الطرفين بالتسوية، بينما يعطي الخيار المالي الحق لمشتريه بالتنازل عن التسوية إذا كانت ستعود عليه بالخسارة.